# Нестор Синаит
Преподобни Нестор Синаит Витковачки, који је по народном предању брат Преподобног Романа Ђунишког. Преподобни Нестор је подигао цркву више села Витковца, на левој страни Мораве, код Алексинца, посветивши је Светом Нестору. Изгледа да је то управо онај Нестор који се убраја у значајне духовне личности у време кнеза Лазара.
Прославља се 30/17. августа.